# 全美航空427號班機空難

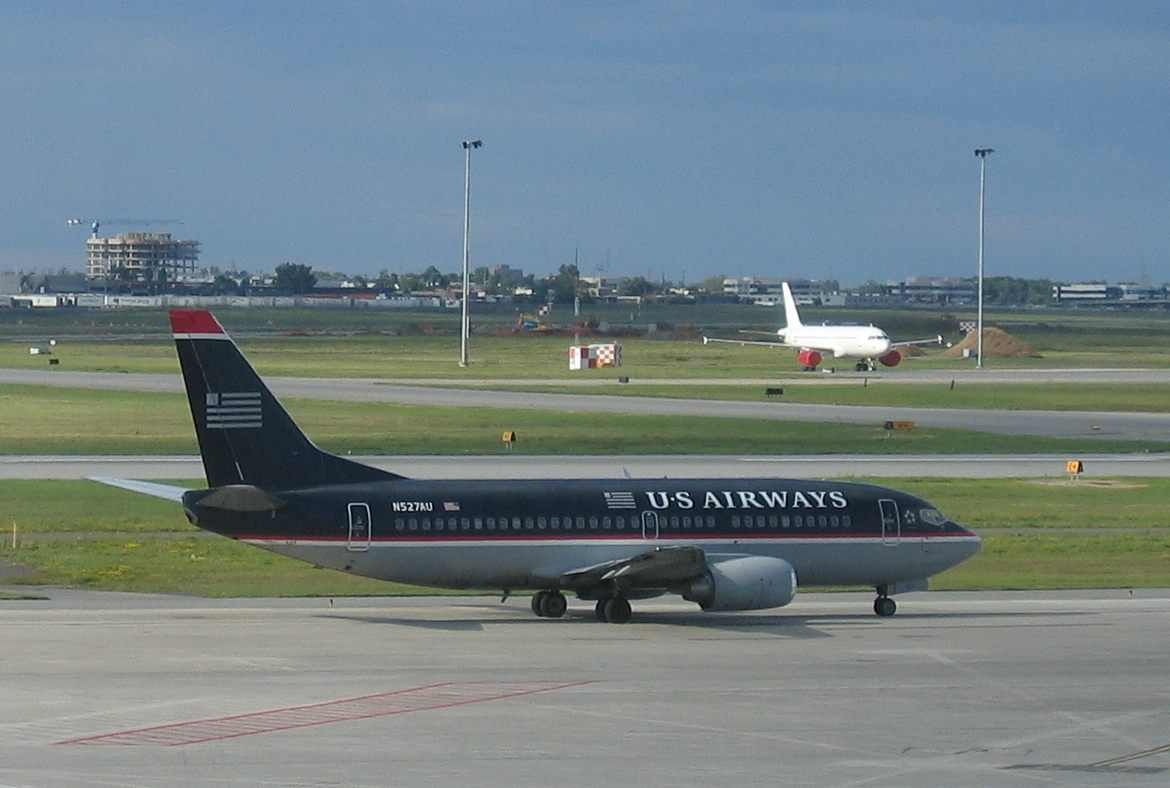
一架編號N527AU的全美航空波音737-3B7，是427號班機N513AU的姊妹機

全美航空427號班機（USAir Flight 427）於1994年9月8日在匹茲堡附近神秘墜毀，乘客和機員全數罹難。調查員發現427號班機與聯合航空585號班機空難有相似之處，於是展開深入調查。

## 經過
當天，編號N513AU的全美航空波音737-3B7客機，正準備在匹茲堡國際機場的28R跑道著陸，當時天氣明朗。當飛機通過了一架達美航空波音727客機飛過時留下的尾波亂流（wake turbulence），就在1,830公尺，距離跑道10公里處突然向左轉，然後隨即失控俯衝。機員對於突如其來的失控頓時手足無措，儘管他們已盡最大努力挽救，最後仍只能眼睜睜看著飛機以近乎垂直姿態，猛烈墜毀在比佛縣的一處森林中，機上127名乘客（包括兩名2歲及半歲的小孩，其中半歲的小孩最初沒計算在內）及5名機員，無一生還。

## 調查
空難發生後，調查人員驚覺出事班機的墜毀方式，與3年前發生的聯合航空585號班機非常相似：兩機都是降落前突然失控；失控方式都是方向舵突然失控偏向並像是被卡住，只是方向不同。（585號班機是向右，427號班機則是向左）唯一不同的，是427號班機墜毀時的天氣明朗，並沒有氣流。
由於飛機以垂直方式墜毀，因此，飛機方向舵及黑盒都幾乎保持完整。調查人員取出方向舵的液壓裝置化驗，可是都找不出該裝置曾被卡住的跡象。由於當天天氣明朗且沒有強風，調查人員將注意力轉移至機員身上。根據黑盒記錄顯示，副機長在飛機出事時直至墜毀，一直緊踏著控制方向舵的踏板，因此一度懷疑副機長蓄意墜毀客機。可是調查人員在聆聽通話記錄，都沒有證據顯示副機長有何異樣——他顯然是想挽救飛機，然而飛機卻原因不明地失控。
因此，調查再度陷入僵局，專家都找不到導致兩宗空難的具體原因。假若427號班機再找不到原因因何失事，恐怕全球逾3,000架波音737客機將面臨停飛命運。
突破性發展出現於1996年6月9日。當天晚上東風航空517號班機的另一架737-2H5型客機亦遭遇了相似事故，可是該航班最後仍能安全著陸。不但沒有人死亡，飛機亦沒有損毀。調查人員經過分析機長提供當時的情況及檢查過肇事客機，並在經過史上最長的航空事故調查——共花了四年半時間。

### 後續
NTSB得出了結論，解釋了因為方向舵的故障，導致三宗过程完全相同的事故，即427號班機空難、發生在1991年3月3日的聯合航空585號班機空難及後來發生在1996年6月9日的東風航空517號班機的失控事故，這三起事故都有一個共通點：飛機型號都是波音737客機。
調查人員根據東風航空事故的資料，對方向舵內的液壓器做了一連串實驗。結果證實，這一裝置在經過極端的溫差，即3萬呎高空的攝氏-50度至地面的攝氏30度（假設）時，就會被卡住，而且不會留有磨損的痕跡。
另外，波音公司亦發出聲明，指出若這一裝置出現故障時，控制方向舵的踏板亦會同時發生故障。假如使用踏板修正方向舵，該系統會發出完全相反的指令。這解釋了為何427號班機的副機長一直想控制飛機至正常水平卻不成功，其實當時該系統正發出完全相反的指令，加速飛機墜毀。
調查結果公佈後，美國國會亦要求航空公司提供部份賠償予意外的死難者家屬。波音亦修改了所有737OG与737CL的尾舵設計，並全球性地為服役中的737客機更改有關零件。

## 事故之後
空難發生後，全美航空停用航班班號427。427號班機是全美航空三個月內發生的第二次致命事故（1994年7月2日，全美航空1016號班機一架DC-9客機墜毀在夏洛特，37人罹難），這兩起事故被認為是後來全美航空陷入財政困難的原因。

## 相关纪录片
空中浩劫第四季第五集「Hidden Danger」记述该架次航班、美联航585号班机和东风航空517号班机总计三架次航班的事故經過及調查。

## 書籍
- Bill Adair, The Mystery of Flight 427: Inside a Crash Investigation, ISBN 1-58834-005-8
- Gerry Byrne, Flight 427: Anatomy of an Air Disaster, ISBN 0-387-95256-X

## 外部連結
1. AirDisaster.Com（页面存档备份，存于）
2. 出事飛機照片（页面存档备份，存于）

- NTSB Accident Investigation Docket（页面存档备份，存于）
- AVweb article（页面存档备份，存于）
- AVweb supplement（页面存档备份，存于）
- 航空安全网上的事故资料

- 28 Seconds（页面存档备份，存于） Four-part article from the Saint Petersburg Times
- Boeing 737 Rudder Design Defect（页面存档备份，存于）
- Remembering Flight 427（页面存档备份，存于）, Pittsburgh Tribune-Review
- Pre-Crash accident photos from Airliners.net （页面存档备份，存于）
- Mourners remember at 15th anniversary（页面存档备份，存于）
- Memorial location（页面存档备份，存于）